# Lise Meitner
Lise Meitner (født 7. november 1878, død 27. oktober 1968) var en fremtrædende østrigsk fysiker, der boede i Østrig, Tyskland, Sverige og England. Meitner var med til opdagelsen af grundstoffet protactinium og kernefission (at et atoms kerne kan spaltes. ) Hun betragtes som den mest betydningsfulde kvindelige forsker i det 20. århundrede.
Da Meitner blev Doctor Philosophiae i 1905 var hun den anden kvinde i Wien, der opnåede denne grad i fysik. Hun blev den første kvindelige professor på Wien Universitet. Hun tilbragte det meste af sin videnskabelige karriere i Berlin, hvor hun blev leder af fysikafdelingen på Kaiser-Wilhelm-Institut, og den første kvinde Tyskland der fik et fuldt professorrat i fysik. Hun mistede sin stilling i 1930'erne som følge af de antisemitiske Nürnberglove i Nazityskland, og i 1938 flygtede hun til Sverige, hvor hun boede i mange år. I 1949 fik hun svensk statsborgerskab.
Meitner modtog mange priser i sit liv, men ikke nobelprisen i kemi i 1944, som blev givet for kernefission. Den gik til hendes samarbejdspartner Otto Hahn. Adskillige videnskabsfolk og journalister har kaldt denne eksklusion for "uretfærdig". Ifølge Nobelprisens arkiv er hun nomineret 19 gange til nobelprisen i kemi mellem 1924 og 1948, og 29 gange til nobelprisen i fysik mellem 1937 og 1965. På trods af aldrig at have fået nobelprisen blev Meitner inviteret til at deltage i Lindau Nobel Laureate Meeting i 1962. Meitner modtog mange andre æresbeviser, inklusiv grundstof nummer 109 meitnerium i 1997, der er opkaldt efter hende.

## Liv og karriere
Lise Meitner blev født 7. november 1878 i Wien som 3. barn af otte. Hun tilbragte den første tredjedel af sit liv i Wien. Den næste tredjedel liv boede hun i Berlin. Derefter flyttede hun til Stockholm, hvor hun boede i 20 år, til hun i en alder af 81 år flyttede til Cambridge for at bo tæt på sin ældste nevø.
Meitner var født i en jødisk familie, men allerede i teenageårene konverterede hun og blev lutheraner. Trods modstand fra familien begyndte hun at studere fysik ved Wien Universitet under Ludwig Boltzmann. Hun disputerede i 1907 som den første kvinde på universitetet. Efter at Meitner havde taget sin doktorgrad, rejste hun til Berlin for at forske med Max Planck og Otto Hahn. Under 1. verdenskrig blev Meitner indkaldt som røntgensygeplejerske i den Østrigske hær.
I 1926 blev hun professor ved universitetet i Berlin og dermed den første kvindelige professor i Tyskland. Meitner og Hahn blev ledere af hver sin afdeling ved Kaiser Wilhelms kemiinstitut, hvor de studerede radioaktivitet.
Da Tyskland annekterede Østrig i 1938 i Anschluss, blev Meitner på grund af sin jødiske baggrund ramt af de nazistiske racelove og mistede sit statsborgerskab. Derefter flygtede hun til Stockholm efter råd fra Dirk Coster. På grund af sin jødiske baggrund blev hun nægtet pas, men det lykkedes hende at komme til Holland og siden Sverige og Stockholm med et udløbet pas.
I Stockholm fortsatte hun sit arbejde ved Manne Siegbahn-institutet, men uden opbakning, mest på grund af Siegbahns fordomme om kvindelige forskere. Hahn og Meitner mødtes kort samme år for at planlægge deres fortsatte forskning og begyndte at skrive sammen.
I 1944 tog Hahn alene mod Nobelprisen i kemi, for den forskning Hahn og Meitner sammen havde udført. Mange mener i dag, at Meitner ikke fik prisen, fordi hun var kvinde, jødisk og mod militær atomforskning.
I 1960 forlod Meitner Sverige og slog sig ned i Cambridge i England, hvor hun boede til sin død i oktober 1968, 11 dage før hun ville være fyldt 90 år.
Meitner havde et godt forhold til Niels Bohr, som hun besøgte mange gange i Carlsbergs æresbolig i Valby. Bohr indstillede to gange Meitner til Nobelprisen.

## Forskning

### Opdagelsen af protactinium
I 1912 begyndte Hahn og Meitner at interessere sig for grundstoffet actinium, atomnummer 89 i det periodiske system (kemisk symbol Ac). Navnet actinium kommer fra græsk actinos, "stråle", og actinium er et stærkt radioaktivt metal.
De fandt det slående, at actinium kun fandtes i uranmalm, men til gengæld i al kendt uranmalm og altid i et lille, men konstant forhold til uran. Actiniums halveringstid blev estimeret til 30 år. Det betød, at actinium ville forsvinde med tiden, hvis ikke der hele tiden blev dannet nyt actinium. Dette var i modsætning til uran, der henfaldt meget langsommere og uden tegn på, at der blev dannet nyt uran. Konklusionen var, at actinium måtte være et biprodukt af et andet grundstof, der igen var et biprodukt af uran. Det ukendte grundstof ville således være et trin mellem uran og actinium. Første verdenskrig betød forsinkelse af arbejdet, men det fortsatte for fuld kraft efter krigen.
Da Dmitrij Mendelejev etablerede det periodiske system i 1871, bemærkede han, at der var flere ”huller” i systemet, bl.a. et lige før uran i den række, der kaldes actiniderne, og han forudsagde, at pladsen tilhørte et uopdaget grundstof, som skulle ligge mellem thorium og uran. Det var en mulig kandidat til actiniums ”moderstof” (”Muttersubstanz” var Meitners ord).
Ud fra det periodiske system kunne en mulig rute, en såkaldt henfaldskæde, fra uran til actinium udformes. Ifølge Meitner selv, var hun guidet af den såkaldte forskydningslov for radioaktivt henfald, eller Soddy-Fajans regel opkaldt efter de to fysikere Frederick Soddy og Kazimierz Fajans, der uafhængigt af hinanden havde formuleret den i 1913. Atomnummeret bestemmes af antallet af protoner i kernen. Ved et α-henfald mister kernen en partikel med massen fire, hvoraf to er protoner. Ved et β-henfald omdannes en af en atomkernes neutroner til en proton med samme masse som neutronen, og der udsendes en β-partikel (en elektron), der kun har en forsvindende lille masse. Ifølge Soddy-Fajans regel fører udsendelsen af en α-partikel derfor til et fald i atomnummer på to, og udsendelse af en β-partikel øger dette med en.
Kasimir Fajans og Oswald Helmuth Göhring isolerede henfaldsprodukter fra uran (grundstof nr. 92), og mente i 1913 at have fundet grundstof nr. 91, da de isolerede et sådant produkt, som de kaldte ”brevium” (”kortvarig”), fordi det viste sig at have en halveringstid på under to minutter. Det kunne imidlertid ikke være ”moderstoffet” til actinium, da det udsendte β-stråling, som ifølge Soddy-Fajans regel skulle resultere i en ny isotop af uran.
Den uranmalm (begblende også kaldet uraninit), som Meitner og Hahn arbejdede med, og som var ophav til actinium, udsendte både α-stråler og β-stråler, men uranet i prøverne udsendte kun α-stråler. Ifølge forskydningsloven vil et grundstof, der stammer fra et α-strålende stof, indtage sin plads i det periodiske system i samme vandrette række, i dette tilfælde aktiniderne, men to grupper længere til venstre. Eftersom α-strålende uran (den gang kaldt ”uran II”) tilhører gruppe VI, måtte den første afledte form derfor tilhøre gruppe IV, have valens 4 og være en isotop af thorium (af Meitner kaldet ”uran Y”).
Hvis det var ”uran Y”, der udsendte β-stråler, ville stoffet kunne give ophav til det ukendte grundstof nr. 91, der således måtte tilhøre gruppe V. Udsendte dette stof α-stråler, ville det blive til actinium, og således være dets moderstof. Det var en af de hypoteser, som Meitner og Hahn arbejdede med. En anden mulighed, der blev overvejet, var, at ”uran Y” henfaldt ved udsendelse af α-stråler, og derved blev til radium (atomnummer 88), som ved at udsende β-stråler kunne blive til actinium. I så fald ville det være en isotop af radium, der var moderstoffet.
Ifølge systematikken i det periodiske system deler grundstofferne i hver gruppe egenskaber. Derfor kunne det forudsiges, at såfremt actiniums moderstof tilhørte gruppe V, ville det have ligheder med andre stoffer i denne gruppe. Såfremt moderstoffet til actinium tilhørte gruppe V, måtte det derfor være pentavalent ligesom tantal (atomnummer 73), som var nærmeste lavere homolog i gruppen. I fald radium var moderstoffet, ville stoffet være bivalent, som de andre grundstoffer i gruppe III, som radium tilhører. Meitner og Hahn havde i 1914 etableret en metode til at isolere tantal fra begblende. Ideen var, at hvis de fulgte denne metode til at oprense tantal, ville actiniums moderstof følge med.
Meinert vidste af erfaring, at tantal og dets salte er uopløselige i de fleste syrer undtagen flussyre (hydrogen fluorid; HF) og varm svovlsyre (H2SO4). Fem gram pulveriseret begblende blev først kogt i stærk salpetersyre (HNO3>). Det, der gik i opløsning, blev filtreret fra, og bundfaldet, som fortrinsvis bestod af kiselsyre (silicium dioxid; SiO2) blev tørret og vægten blev bestemt til 0.5 gram. Derefter tilsattes 1 milligram af tantalforbindelsen kalium-hexafluorotantalat (KTaF6), der skulle fungere som en såkaldt ”carrier”, som moderstoffet ville følge, såfremt det delte egenskaber med tantal. Blandingen blev derefter flyttet til en platindigel og behandlet med flussyre (hydrogen fluorid; HF), der opløser kiselsyre, og derefter fortyndet med vand og filtreret gennem en tragt af paraffin. Det klare filtrat blev nu inddampet og inddampningsresten blev behandlet med koncentreret svovlsyre. Inddampningen blev nu gentaget, og for at udfælde tantal blev der tilsat stærk salpetersyre, som opløste næsten hele resten med undtagelse af et antal små, let farvede flager af tantal forurenet med spor af jern. Disse blev tørret og monteret på en aluminiumsplade, og herefter kunne det konstateres, af flagerne udsendte svage α-stråler, der øgede med tiden.
Den fortsatte karakterisering af stoffet krævede større mængder, hvilket blev vanskeliggjort af, at der var kommet restriktioner på import og anvendelse af uranmalm heriblandt begblende. Løsningen var at anvende begblenderester, som var tilbage efter at kemikeren Friedrich Oskar Giesel havde udvundet uran og radium fra dem, og som han gav hende 1 kilo af. Ved hjælp af den samme metode, som var anvendt på den mindre mængde, fik hun nu 16 gram kiselholdigt bundfald, som blev tilsat 5 milligram tantalsyre, og hun endte med 73 milligram af et rent hvidt pulver, som hun antog for at være moderstoffet.
Det hvide pulver udsendte α-stråler, og ved at sammenligne strålingen fra 5 milligram pulver med den fra 5,7 milligram uranoxid kunne hun konstatere, at strålingen fra moderstoffet var mere end 40 gang stærkere end den fra uran. Hun kunne herefter beregne, at strålingen fra de 73 milligram moderstof svarede til en mængde, som i begblenden var i ligevægt med 86 gram uran.
Resultaterne, der førte til identifikation af det nye grundstof, blev beskrevet på tysk i en artikel, der udkom 1. juni 1918. Artiklen var underskrevet Fräulein Dr. Lise Meitner, Berlin med tilføjelsen Nach gemeinschaftlich mit Herrn Prof. Dr. 0. Hahn angestellten Versuchen (”Efter forsøg udført i fællesskab med prof. dr. 0. Hahn”).
I artiklen blev moderstoffet døbt ”protactinium”. Navnet protactinium kommer fra græsk protos (”først”) og actinium, ”forløberen for actinium”.
Samme dag som Meitners artikel udkom, publicerede englænderne Frederick Soddy og John A. Cranston uafhængigt af Meiner og Hahn et tilsvarende arbejde. De havde også isoleret moderstoffet, som de kaldte “eka-tantalum”, men de havde ikke tilstrækkelige mængder til at kunne karakterisere stoffet yderligere.
Vi ved nu, at det er 91protactinum-231, der langsomt under udsendelse af α-stråler henfalder til 89actinium-227. Protactinium dannes ved at 92uran-235 under udsendelse af α-stråler henfalder til 90thorium-231, som herefter meget hurtigt under udsendelse af β-stråler henfalder til 91protactinium-231. Uran-235 udgør under 1% af naturlig uran og blev først beskrevet i 1935 af Arthur Jeffrey Dempster.

### Opdagelsen af kernefission
I 1923 havde Meitner opdaget Auger-effekten, der er opkaldt efter den franske fysiker Pierre Victor Auger, der opdagede den to år senere uafhængigt af Meitner.
Da man opdagede neutronen i starten af 1930'erne, begyndte man i videnskabelige kredse at spekulere på, om det ville være muligt i laboratoriet at skabe tungere grundstoffer end det tungeste, man kendte til, uran, med atomnummer 92. Det resulterede i et videnskabeligt kapløb mellem Ernest Rutherford i Storbritannien, Irene Joliot-Curie i Frankrig, Enrico Fermi i Italien og makkerparret Meitner og Hahn i Berlin.
Fermi og hans medarbejdere viste i 1934, at hvis man bombarderede uran med neutroner, blev der dannet mindst fire radioaktive produkter, hvoraf to havde atomnumre, der var større end urans. I midten af 1938 fortsatte Meitner, sammen med kemikerne Otto Hahn og Fritz Strassmann på Kaiser-Wilhelm-Institut, disse undersøgelser og fandt at processen resulterede i mindst ni produkter, hvoraf seks havde en atomvægt større end uran. Meitner, Hahn og Strassmann bombarderere også thorium med neutroner og fandt, at der blev dannet flere forskellige isotoper.
Det var hele tiden forventet, at et resultat af sådanne forsøg ville være radioaktive produkter med en atomvægt der lå tæt på det grundstof, der var bombarderet. Optog kernen en neutron ville atomnummeret blive højere. Nye grundstoffer, der var fremkommet ved neutron-bombardementer af uran, ville altså have atomnumre højere end 92, og sådanne ”nye” grundstoffer blev kaldt ”transuraner”.
Irène Curie og Paul Savitch fandt i 1938, at et af produkterne, der fremkom, når de bombarderede uran med neutroner, havde en halveringstid på 3.5 time, men det lykkedes dem ikke at placere det i det periodiske system blandt transuranerne. Hahn og Straussmann argumenterede senere på året for, at der kunne være tale om en blanding af mindst tre radioaktive elementer, der sandsynligvis var isotoper af 88radium, idet de delte egenskaber med barium, der tilhører samme hovedgruppe som radium. Radium kunne være fremkommet, ved at uran havde udsendt to α-partikler.
Yderligere undersøgelser af Hahn og Strassmann senere samme år, viste imidlertid, at det var umuligt at skille produkterne fra barium, og det på trods af at de let kunne fjerne mesothorium, navnet på en isotop af radium, fra prøven. De var derfor tvunget til at konkludere, at barium (med atomnummeret 56) blev dannet som et resultat af at uran (atomnummer 92) blev bombarderet med neutroner.
I slutningen af december tolkede Lise Meitner og Otto Robert Frisch fænomenet som en spaltningsproces. I deres rapport i februar-udgaven af Nature i 1939 gav de den navnet "fission". På det tidspunkt var Meitner netop begyndt sit arbejde på ” Vetenskapsakademiens forskningsinstitut för experimentell fysik” i Stockholm, og Frisch, der også var tysk flygtning og beslægtet med Meitner, var tilknyttet ”Instituttet for Teoretisk Fysik” ved Københavns Universitet.
I artiklen referer Meitner og Frisch til Niels Bohrs atommodel, der siger, at atomkernen ikke er fast og hård, men at partiklerne i kernen snarere flyder rundt. De sammenligner kernen med en dråbe, og hvis den rammes med tiltrækkelig energi vil kunne dele sig i to dråber, og konkluderer: It seems therefore possible that the uranium nucleus has only small stability of form, and may, after neutron capture, divide itself into two nuclei of roughly equal size.
Fra Meitner og Hahns breve fra Meitners tid i Stockholm ved man, at da Hahn i sit laboratorium i Berlin udførte det eksperiment med at bestråle uran, som resulterede i atomfission i stedet for et tungere grundstof, forstod han ikke selv, hvad der var sket. I et brev som Meitner modtog, da hun var på besøg hos en veninde i Kungälv, beder han hende om råd, og i sit svar beskriver hun som den første person nogensinde, hvordan neutronen havde gjort urankernen ustabil med det resultat, at den blev spaltet i to mindre kerner, barium og krypton, og nogle neutroner under frigivelse af en enorm mængde energi. Den frigjorte energi svarede til det beregnede massetab ifølge Einsteins berømte ligning E=mc².
På grund af Meitners jødiske baggrund var det politisk umuligt for Hahn og Meitner at publicere deres opdagelser sammen. Så Hahn publicerede de kemiske opdagelser i januar 1939, mens Meitner publicerede de fysiske forklaringer måneden efter sammen med fysikeren Otto Robert Frisch, som hun var beslægtet med. I denne publikation forudså Meitner muligheden for en kernereaktion med et enormt eksplosivt potentiale. Rapporten blev startskuddet til en febrilsk aktivitet, da man forstod at processen kunne anvendes i våbenproduktion, og at denne viden var på tyske hænder. Leó Szilárd, Edward Teller og Eugene Wigner overtalte Einstein til at skrive et brev til USA's præsident, Franklin D. Roosevelt, hvori han advarede om processens potentiale som våben. Det førte siden til Manhattanprojektet. Meitner afslog at deltage i projektet på Los Alamos National Laboratory og svarede, "Jeg vil ikke have noget at gøre med en bombe!"
Princippet førte ikke desto mindre til udviklingen af den første atombombe under anden verdenskrig og efterfølgende andre kernevåben og kernereaktorer.

## Hæder
Lise Meitner blev rost af Albert Einstein som en "tysk Marie Curie".
Under Meitners besøg i USA i 1946 modtog hun prisen som National Press Club og spiste middag med præsident Harry S. Truman ved Women's National Press Club. Hun modtog Leibniz Medal fra Det Preussiske Videnskabsakademi i 1924 og Lieben Prize fra Österreichische Akademie der Wissenschaften i 1925, Ellen Richards Prize i 1928, City of Vienna Prize for science i 1947, Max Planck Medal fra Deutsche Physikalische Gesellschaft sammen med Hahn i 1949, den årlige Otto Hahn Prize fra Gesellschaft Deutscher Chemiker i 1954, Wilhelm Exner Medal i 1960, og i 1967 Österreichisches Ehrenzeichen für Wissenschaft und Kunst.
Tysklands forbundspræsident, Theodor Heuss, tildelte Meitner den fornemste tyske orden for videnskabsfolk, Pour le Mérite i 1957, samme år som Hahn fik den.
Meitner blev det første udenlandske medlem af Kungliga Vetenskapsakademien i 1945 og blev fuldt medlem i 1951, der tillod hende at deltage i Nobelpris-processen. Fire år senere blev hun valgt til Foreign Member of the Royal Society. Hun blev også valgt som Foreign Honorary Member af American Academy of Arts and Sciences i 1960. Hun modtog et æresdoktorat fra både Adelphi College, University of Rochester, Rutgers University og Smith College i USA, Freie Universität Berlin i Tyskland og Stockholms Universitet i Sverige.
I september 1966 tildelte United States Atomic Energy Commission Enrico Fermi-prisen til Hahn, Strassmann og Meitner for for deres opdagelse af fission. Ceremonien blev afholdt på Hofburg i Wien. Det var første gang, at prisen blev givet til en ikke-amerikaner og første gang den blev givet til en kvinde.
Meitners diplom bar ordene: For pionérforskning i naturligt optrædende radioaktivitet og omfattende eksperimentelle studier der ledte til opdagelsen af fission. Hahns diplom havde en lidt anden ordlyd: For pionérforskning i naturligt optrædende radioaktivitet og omfattende eksperimentelle studier der kulminerede i opdagelsen af fission. Hahn og Strassmann deltog i ceremonien, men Meitner var for syg til at deltage, så Frisch modtog prisen på hendes vegne. Glenn Seaborg, de opdagede plutonium, overrakte hende prisen i Max Perutz hjem i Cambridge den 23. oktober 1966.
Adskillige skoler og gader er opkaldt efter Meitner i mange byer i både Østrig og Tyskland, og en gade i Bramley, hvor hun ligger begravet.
Grundstof 109, meitnerium, blev i 1997 på tysk opfordring opkaldt efter Lise Meitner.
Filmen Oppenheimer nævner ikke Lise Meitner, trods hendes videnskabelige bedrifter, der førte til atombomben.